# Pir Muhammad ibn Pulad
Pir Muhammad ibn Pulad esmentat també com Pir Muhammad Istxenkhum, fou un amir i governador timúrida d'origen desconegut, designat per exercir el govern de Sari el 1404. A la mort de Tamerlà (febrer de 1405) el governador de la propera Firuzkuh (amb autoritat sobre el Rustumdar i Larijan), amir Sulayman Xah, va deixar el seu govern i se'n va anar cap a la part oriental de l'imperi suposadament per defensar els interessos de la branca de Jahangir ibn Timur. Segurament Sulayman Xah va deixar un naib al càrrec però Pir Muhammad es va apoderar del govern de Firuzkuh, cosa que no és clar si pot ser considerat una revolta. En tot cas segurament Pir Muhammad va ser derrotat i també va anar al Khurasan (província mongola)  i va demanar asil a Xah Rukh. Es pot suposar que Pir Muhammad defensava en la successió interesos contraris a Sulayman Xah i també tenia enemistat personal amb l'amir Xah Malik, que s'havia posat al servei de Xah Rukh. Sota pressió d'aquest dos amirs, Pir Muhammad fou acusat de rebel·lió i executat. Cap a finals del 1406 o principis del 1407 ja consta un nou governador a Sari.